# 傑佛瑞·瓊斯
傑佛瑞·鄧肯·瓊斯（英語：Jeffrey Duncan Jones，1946年9月28日—）是美國的一位演員。他最著名的作品是在電影阿瑪迪斯中飾演皇帝約瑟夫二世、咪走堂中飾演Edward R. Rooney、陰間大法師中飾演Charles Deetz。